# Вижн (киновселенная Marvel)
Вижн (англ. Vision) — персонаж из медиафраншизы «Кинематографическая вселенная Marvel» (КВМ), основанный на одноимённом персонаже Marvel Comics. Его роль исполняет Пол Беттани. Вижн является синтетическим существом, состоящим из вибраниума и сконструированным первоначально Альтроном в качестве нового тела, однако затем окончательно создан Тони Старком и Брюсом Бэннером на основе искусственного интеллекта Д.Ж.А.Р.В.И.С.а, и активирован Тором. Впоследствии Вижн присоединяется к Мстителям, убивает Альтрона, а позже развивает романтические отношения с коллегой по команде, Вандой Максимофф. Он является хранителем одного из Камней Бесконечности — Камня Разума. Танос убивает Вижна, когда он забирает Камень Разума, чтобы завершить свою Перчатку Бесконечности и устроить Скачок. Годы спустя тело Вижена вновь активируется с помощью магии Ванды, хотя изначально у него нет никаких воспоминаний и у него другая внешность. Кроме того, Ванда воссоздаёт Вижна, когда она волшебным образом формирует ложную реальность в городе Уэствью, Нью-Джерси, но эта версия исчезает, когда она возвращается к реальности.
Впервые Вижн появляется в фильме «Мстители: Эра Альтрона» (2015) и по состоянию на 2023 год появился в трёх фильмах. У него была главная роль в телесериале «Ванда/Вижн» (2021), а его альтернативные версии из мультивселенной КВМ появляются в мультсериале «Что, если…?» (2021).

## Концепция и характеризация
Персонаж по имени Вижн дебютировал в коротком рассказе из комикса «Marvel Mystery Comics» #13 (ноябрь 1940) в качестве инопланетного сотрудника правоохранительных органов, также известного как Ааркус, продолжая регулярно появляться в этой супергеройской антологии до выпуска #48 (октябрь 1943). В конце 1960-х редактор Стэн Ли и писатель Рой Томас решили добавить нового члена команды в серию супергероев «Мстители». Томас хотел вернуть инопланетного Вижна из Золотого века, но Ли был настроен на то, чтобы ввести андроида в качестве члена команды. Томас в конечном счёте пошёл на компромисс, используя нового Вижна, который был андроидом. Второй Вижн впервые появился в «Мстителях» #57 (октябрь 1968). Томас хотел, чтобы персонаж был белым, как и подобает его призрачному имени, но печатные ограничения того времени сделали бы его бесцветным, с неокрашенной бумагой там, где должна быть его кожа. Он остановился на красном, так как не хотел, чтобы Вижн был зелёным, как Халк, или синим, как Атланты. Персонажа сравнивали со Споком из «Звёздного пути», но Томас сказал, что в то время он мало что знал о сериале. Он признал, что испытывал влияние Адам Линка, персонажа Отто Байндера, одного из первых роботов, к которому относились как к сострадательному персонажу, а не как к механическому инструменту.
В «Мстителях» #75 (апрель 1970) Алая Ведьма вновь введена в команду и вскоре становится любовным интересом для Вижна. Томас вспоминал: «Я чувствовал, что какой-то роман поможет развитию персонажей в „Мстителях“, и Вижн был главным кандидатом, потому что он появлялся только в этом журнале... как и Ванда, если уж на то пошло. Так они и стали парой, по чисто практическим соображениям. Это также, как я чувствовал, добавило бы к развитию, которое для делал в попытке Вижна стать „человеком“».

### Характеризация

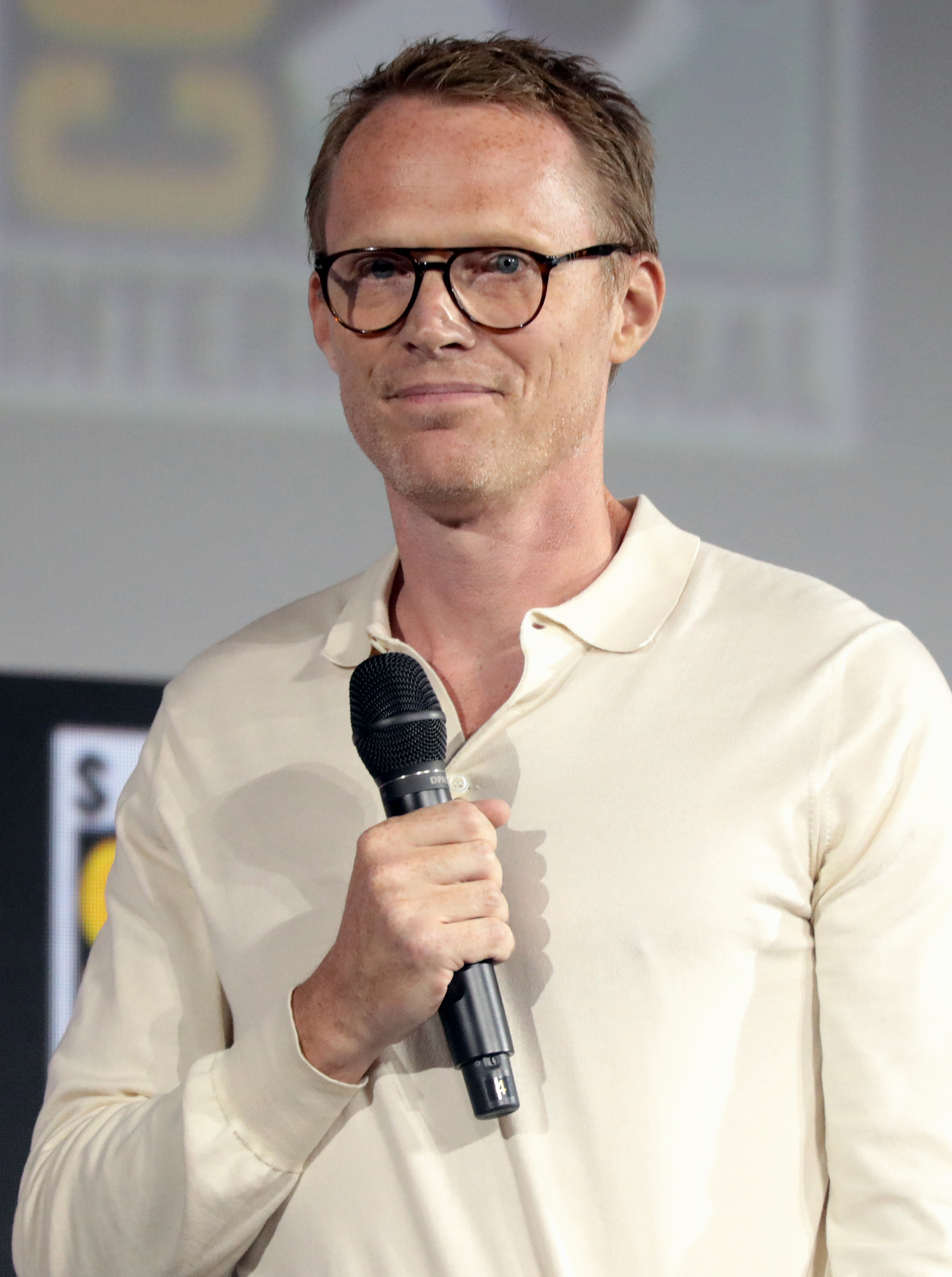
Пол Беттани — исполнитель роли Вижна

До появления Вижна в КВМ, Пол Беттани озвучивал Д.Ж.А.Р.В.И.С.а, искусственный интеллект Тони Старка из предыдущих фильмов, который был его компаньоном. Беттани признался, что он плохо представлял себе, что это за роль, даже когда записывал её, просто делая это как одолжение Джону Фавро. После этого он получил роль Вижна, андроида, созданного Альтроном. Беттани заявил, что он был удивлён, когда Уидон спросил его, хотел ли он быть Вижном, потому что, как только актёр получил роль определённого персонажа в КВМ, им обычно не дают роль другого персонажа. О том, что заинтриговало его в Вижне, Беттани сказал: «Что меня привлекло, так это то, что рождается такое формирующееся существо, будучи одновременно всемогущим и совершенно наивным, такая опасность этого и сложная природа вещи, рождающейся такой мощной и созданной за секунду, и выбор, который он делает морально, действительно сложен и интересен. Им действительно удалось сохранить всё это». Беттани также заявил, что Вижн чувствует себя заботливым и защищающим ряд людей в фильме, особенно Ванду Максимофф, и обладает способностью изменять свою плотность. Для роли Беттани приходилось висеть на страховочных тросах. Уидон заявил, что он хотел включить Вижна во втором фильме про Мстителей, прежде чем подписать контракт на первый фильм. Экранный вид Вижна был разработан Трентом Клаусом и его командой в Lola VFX на основе концепций Райана Майнердинга. Наносить грим Беттани, который состоял из смеси краски для тела и сложного грима, занимало два часа, и гримёры Джереми Вудхед и Ник Уильямс сказали, что самым сложным было подобрать правильный оттенок кожи Вижна. Однако в конечном счёте грим и точки отслеживания были удалены цифровым способом и заменены на CG.
Обсуждая развитие персонажа в фильме «Первый мститель: Противостояние», Беттани отметил, что, поскольку Вижн был только создан в предыдущем фильме «Эра Альтрона», «вы видите, как рождается мой персонаж… Он должен быть одновременно и всемогущим, и абсолютно наивным. И переживать мир в реальном мире и своё место в нём. Будет ли он силой добра или силой зла?» Беттани также сказал, что ему интересно исследовать, «что это значит быть человеком и что такое любовь» с персонажем, поскольку «единственный способ гарантировать свою верность — это любовь». Это проявляется в связи, которую Вижн начинает формировать с Вандой Максимофф, и Беттани прокомментировал это: «У них есть эти новые расцветающие силы, которые они не понимают… Я думаю, он беспокоится, что они оба опасны. Так что он чувствует эту реальную связь с ней». Поскольку Вижн обладает способностью создавать проецируемую маскировку, он предпочитает одеваться так же, как атташе Говарда Старка, Эдвин Джарвис. В одном обзоре отмечается, что «Вижн — это андроид, который обрёл сознание и близость к любви одновременно, и поэтому последнее имеет для него первостепенное значение».
В сериале «Ванда/Вижн», Беттани изображает новую версию персонажа, созданного Вандой в её реальности из той части Камня Разума, которая живёт в ней, который является воплощением её печали, надежды и любви. Учитывая это, Беттани описал этого Вижна как «достойного и благородного». Он был вдохновлён выступлениями Дика Ван Дайка и Хью Лори для этой версии. Беттани также играет оригинального Вижна, которого собирает и активирует «М.Е.Ч.». Эта версия имеет полностью белый внешний вид, похожий на тот, когда персонаж комиксов был воскрешён с полностью белым телом и без воспоминаний и эмоций. Беттани различал две версии, изображая оригинального Вижна как одновременно знакомого и пугающего.

## Биография персонажа

### Создание и противостояние с Альтроном
В 2015 году, искусственный интеллект Д.Ж.А.Р.В.И.С. «погибает» от миротворческой программы «Альтрон», созданной Тони Старком. Затем выясняется, что Д.Ж.А.Р.В.И.С. распространил своё сознание по всему Интернету, позволив своим протоколам безопасности, ограничивать Альтрона от кодов запуска ядерных ракет. Команда «Мстители» захватывает синтетическое тело, которое Альтрон создал из вибраниума для себя, интегрировав в него Камнем Разума. Старк и Брюс Бэннер загружают Д.Ж.А.Р.В.И.С.а в тело в качестве основного программного обеспечения. После короткой схватки с другими Мстителями, не согласными с попыткой очередного возрождения, прибывает Тор и использует молнии, полностью заряжая тело. В результате этих действий, рождается существо и нападает на Тора. Однако существо успокаивается и называет себя «Вижном». Тор объясняет, что Камень на лбу Вижна является одним из шести Камней Бесконечности, а именно Камнем Разума, и что данный Камень был частью его видения. Обретя сознание, Вижн заявляет, что не является существом Альтрона, но также больше не является Д.Ж.А.Р.В.И.С.ом; Вижн утверждает, что он «за жизнь» и встаёт на сторону Мстителей против Альтрона, а также поднимает молот Тора Мьёльнир, доказывая Мстителям, что его помыслы чисты. В процессе нападение на Альтрона в Заковии, Вижн отключает Альтрону доступ в Интернет, чтобы последний не смог сбежать через него. Позже он сражается с дронами Альтрона во время финальной битвы, спасает Ванду Максимофф из рушащегося центра города и сам уничтожает последнего дрона Альтрона. В конце, после того как Старк, Клинт Бартон, Тор и Бэннер уходят, Стив Роджерс и Наташа Романофф возглавляют новую команду Мстителей, состоящую из Ванды, Сэма Уилсона, Джеймса Роудса и Вижна.

### Раскол Мстителей
В 2016 году Вижн встаёт на сторону Старка во время основного конфликта между Мстителями и подписывает «Заковианский договор». Он объясняет это тем, что число сверхъестественных или очень опасных событий увеличилось с тех пор, как Старк раскрыл свою тайную личность, и что правительственный надзор поможет команде. Это включает в себя заключение Ванды на базе Мстителей. Он пытается сделать так, чтобы Ванда чувствовала себя комфортно, готовя ей паприкаш, и начинает формировать с ней романтические отношения. Позже он одолевает Бартона, который пытается вызволить Ванду, однако в битву вмешивается Ванда, захватывает Камень Разума с помощью своих сил и обезвреживает его. Позже, Вижн присоединяется к команде Старка в Германии, чтобы остановить команду Роджерса. Во время боя, Вижн, по просьбе Джеймса Роудса, атакует Уилсона концентрированным лазером, чтобы вывести его из строя, однако случайно отвлекается и сбивает Роудса. После этого он возвращается на базу Мстителей и находится там.

### Гибель
В 2018 году Вижн находится в романтических отношениях с Вандой в Шотландии, используя свои силы для поддержания человеческой маскировки. Ночью они попадают в засаду Корвуса Глэйва и Проксимы Полночной, членов Чёрного Ордена, в результате которой Глэйв ранит Вижна, ограничивая Вижну возможность управления своими способностями. Их спасают Роджерс, Уилсон и Романофф, и вместе возвращаются на базу Мстителей, встречаясь с Роудсом и Бэннером. В ходе обсуждения, Вижн предлагает Ванде уничтожить Камень, однако в ходе процесса Вижн погибнет. Бэннер предлагает аккуратно извлечь Камень, в процессе которого Вижн выживет, однако из-за отсутствия технологий, этого сделать не могут. Роджерс сообщает, что знает место, где есть ресурсы, чтобы удалить Камень Разума, при этом не убивая Вижна. Вижн, вместе с командой отправляется в Ваканду, где его оперирует Шури. На Ваканду нападают Аутрайдеры, что побуждает Ванду вмешаться в битву, оставляя Шури беззащитной. Внезапно в лабораторию проникает Корвус Глэйв, и в итоге Вижн вступает с ним в бой и попадает с ним в лес, а затем убивает Глэйва его же собственным оружием. В Ваканду прибывает Танос, в результате чего Вижн убеждает Ванду уничтожить Камень Разума, что она и делает, и Вижн погибает вместе с Камнем. Однако Танос использует Камень Времени, восстанавливает Вижна вместе с Камнем и вырывает Камень из головы Вижна, в результате чего Вижн окончательно погибает.

### Жизнь в Уэствью

Белый Вижн (восстановленная версия без воспоминаний).

В 2020 году организация «М.Е.Ч.» забирает дезактивированный труп Вижна в штаб-квартиру организации из Ваканды и постепенно извлекает из его тела вибраниум. В 2023 году Ванда, желая похоронить Вижна, отправляется в штаб-квартиру «М.Е.Ч.» и обнаруживает, что его разобрали, извлекая из его тела вибраниум. Исполняющий обязанности директора «М.Е.Ч.» Тайлер Хейворд сообщает Ванде, что Вижн является государственной собственностью и не может быть передан ей.
Покинув штаб-квартиру «М.Е.Ч.», Ванда отправляется в Уэствью, Нью-Джерси, и в порыве горя случайно создаёт ложную реальность (названную в дальнейшем «Гексом»), а также воссоздает «Вижна» (через их общую связь с Камнем Разума). В ложной реальности она и Вижн женаты и живут в пригороде. Вижн работает в компании «Computational Services Inc.», где он поражает своих коллег своей скоростью, но не уверен, чем его компания на самом деле занимается. Он приглашает своего босса на ужин, во время которого босс давится своей едой, и Вижну приходится использовать свои способности, чтобы спасти его. Позже Вижн ведёт себя так, как будто он опьянён после того, как случайно глотает жвачку, но Ванде удаётся исправить это. После того, как беременность Ванды их детьми-близнецами быстро прогрессирует, Вижн демонстрирует свою сверхскорость и на мгновение, кажется, понимает, что что-то не так с их окружением. Затем он начинает расследовать роль Ванды в Уэствью, используя свои способности, освобождая от влияния Ванды одного из своих коллег и обнаруживая, что разум этого человека находится под контролем. Это приводит к спору между Вижном и Вандой. Вижн продолжает расследование самостоятельно, направляясь на окраину Уэствью, и находит жителей, застывших на месте вне своих домов, включая Агнес, которая притворяется, что она также в трансе. Он находит барьер ложной реальности и пытается пройти через него, однако начинает распадаться. Выбравшись из гекса, Вижн сообщает агентам «М.Е.Ч.» и Дарси Льюис, что жители Уэствью находятся под контролем и им нужна помощь. Ванда, узнавшая о Вижне, расширяет гекс и восстанавливает Вижна. Проснувшись, Вижн находит Дарси в Уэствью и выводит её из транса. Она рассказывает ему о его прошлой жизни с Мстителями и о том, что Ванда действительно любит его. Услышав это, он уходит, чтобы найти Ванду.
Позже, на базе «М.Е.Ч.» за пределами Уэствью, Тайлер Хейворд использует силы Ванды из дрона и реактивирует Вижна, однако теперь уже с белым телом. Белый Вижн отправляется в Уэствью по приказу Хейворда, находит Ванду, и нападает на неё, однако его останавливает созданный ею «Вижн». Они сражаются, ни один из них не одерживает верх, пока белый Вижн не заявляет, что «Вижн» должен быть уничтожен, на что «Вижн», созданный Вандой, отвечает, что он не настоящий Вижн, а лишь условный. Они обсуждают парадокс «корабля Тесея» и взаимно соглашаются, что оба они, в состоянии бытия и небытия, являются истинным Вижном. «Вижн» восстанавливает истинные воспоминания белого Вижна о том, что он был Мстителем, и о любви к Ванде. Белый Вижн улетает, а созданный Вандой Вижн отправляется на помощь Ванде.
После битвы, «Вижн» узнаёт, что он — лишь воспоминание Ванды, которое было создано Камнем Разума. Ванда снимает Гекс, в результате чего условный «Вижн» исчезает.

## Альтернативные версии
Вижн, озвученный Полом Беттани, появился в первом сезоне анимационного сериала «Disney+» «Что, если…?» в виде нескольких альтернативных версий самого себя:

### Зомби-эпидемия
В альтернативном 2018 году, после того как квантовый вирус высвобождается и заражает Ванду Максимофф, превращая её в зомби, Вижн удерживает её в лагере «Лихай» в Нью-Джерси. Там он экспериментирует с Камнем Разума, чтобы найти лекарство от вируса зомби. Он успешно вылечивает голову Скотта Лэнга, однако сама Максимофф не поддаётся его лечению, поскольку она очень сильна и не может быть вылечена, что приводит к тому, что Вижн заманивает выживших, чтобы скармливать их Ванде, продлевая ей жизнь. Он похищает Т’Чаллу, и скармливает Ванде его правую ногу. В конце концов, после того, как выжившие члены Мстителей и их союзники прибывают на базу, Вижн передаёт Камень Разума Брюсу Бэннеру и погибает.

### Тело для Альтрона
В альтернативном 2015 году Альтрон успешно переносит своё сознание в тело Вижна, убивает большинство Мстителей и уничтожает всю жизнь на Земле. Появляется Танос, стремящийся заполучить последний Камень в Перчатку Бесконечности, однако Альтрон разрубает Таноса пополам, забирает Камни Бесконечности себе и полностью уничтожает жизнь во Вселенной. Узнав о Наблюдателе и существовании других реальностей, Альтрон отправляется в пространство Наблюдателя, откуда у него открывается доступ к каждой временной линии в Мультивселенной. Однако в конечном счёте его одолевают Наблюдатель и команда «Стражи Мультивселенной», которым удаётся загрузить разум Арнима Золы в тело Альтрона, позволяя Золе уничтожить его сознание. Зола захватывает тело Альтрона и вступает в схватку с Эриком Киллмонгером за контроль над Камнями Бесконечности. Наблюдатель и «Верховный» Доктор Стрэндж фиксируют их обоих в карманном измерении, и Стрэндж соглашается охранять их до конца вечности.

## Появление и специальные эффекты
В обзоре на персонажа в «The Hollywood Reporter» отмечают: «Вижн из комиксов использует кричащий зелёно-жёлтый костюм, в сочетании с ярко-красным лицом — цветовая гамма, которая может быть немного перебором для более тонко окрашенной Кинематографической вселенной Marvel — но даже в этом случае смесь фиолетового, синего и серого является неожиданным, и неожиданно смелым, выбором для персонажа Пола Беттани».
С точки зрения моды, сохраняя гражданскую внешность, Вижн пытается подражать классическому человеческому стилю, включая ношение пластрона.
В 2023 году «М.Е.Ч.» вновь активирует Вижна, и всё его тело становится белым.

## Реакция
В 2016 году Беттани был номинирован на премию «Сатурн» за лучшую мужскую роль второго плана за свою игру в фильме «Мстители: Эра Альтрона». В обзоре мини-сериала 2021 года, «Ванда/Вижн», говорится, что «персонажи Олсен и Беттани часто рассматривались персонажи на скамейке запасных в звёздной команде в фильмах про Мстителей. Здесь они действительно сияют». Далее в обзоре говорится, что Беттани «с лёгкостью вписывается в роль преданного, своего рода квадратного, глуповатого мужа», и хвалят его физические комедийные навыки.
За своё выступление в сериале «Ванда/Вижн», Беттани был номинирован на премию «Эмми» за лучшую мужскую роль в мини-сериале или фильме.